# آناند ماهیندرا
آناند ماهیندرا (به انگلیسی: Anand Mahindra) (زاده ۱ مه ۱۹۵۵) کارآفرین، سرمایه‌دار، بازرگان و مدیر اجرایی هندی است، که در حال حاضر به‌عنوان مدیر عامل اجرایی و رئیس هیئت مدیره گروه ماهیندرا فعالیت می‌کند. وی دارای نشان‌های ملی لیاقت و لژیون دونور می‌باشد.